# Berothella phantoma
Berothella phantoma is een insect uit de familie van de Dilaridae, die tot de orde netvleugeligen (Neuroptera) behoort. 
Berothella phantoma is voor het eerst wetenschappelijk beschreven door Banks in 1934.